# Fiat Ritmo
El Fiat Ritmo (Tipo 138) es un automóvil de turismo del segmento C, desarrollado por el fabricante italiano Fiat. En 1988, el Ritmo fue reemplazado por el Fiat Tipo.

## Diseño y mecánica

### Primera serie

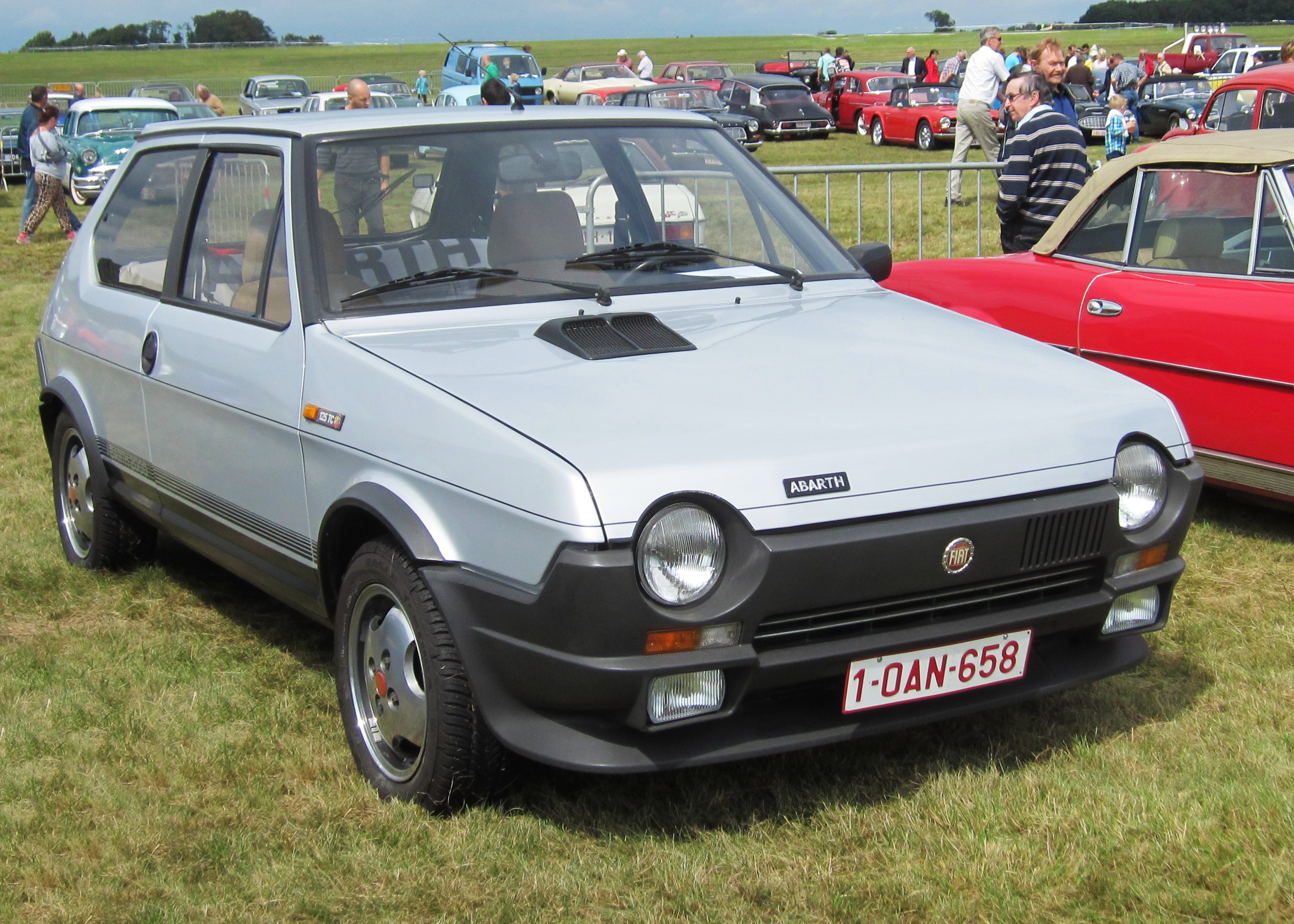
Fiat Ritmo Abarth de primera serie(125 TC)

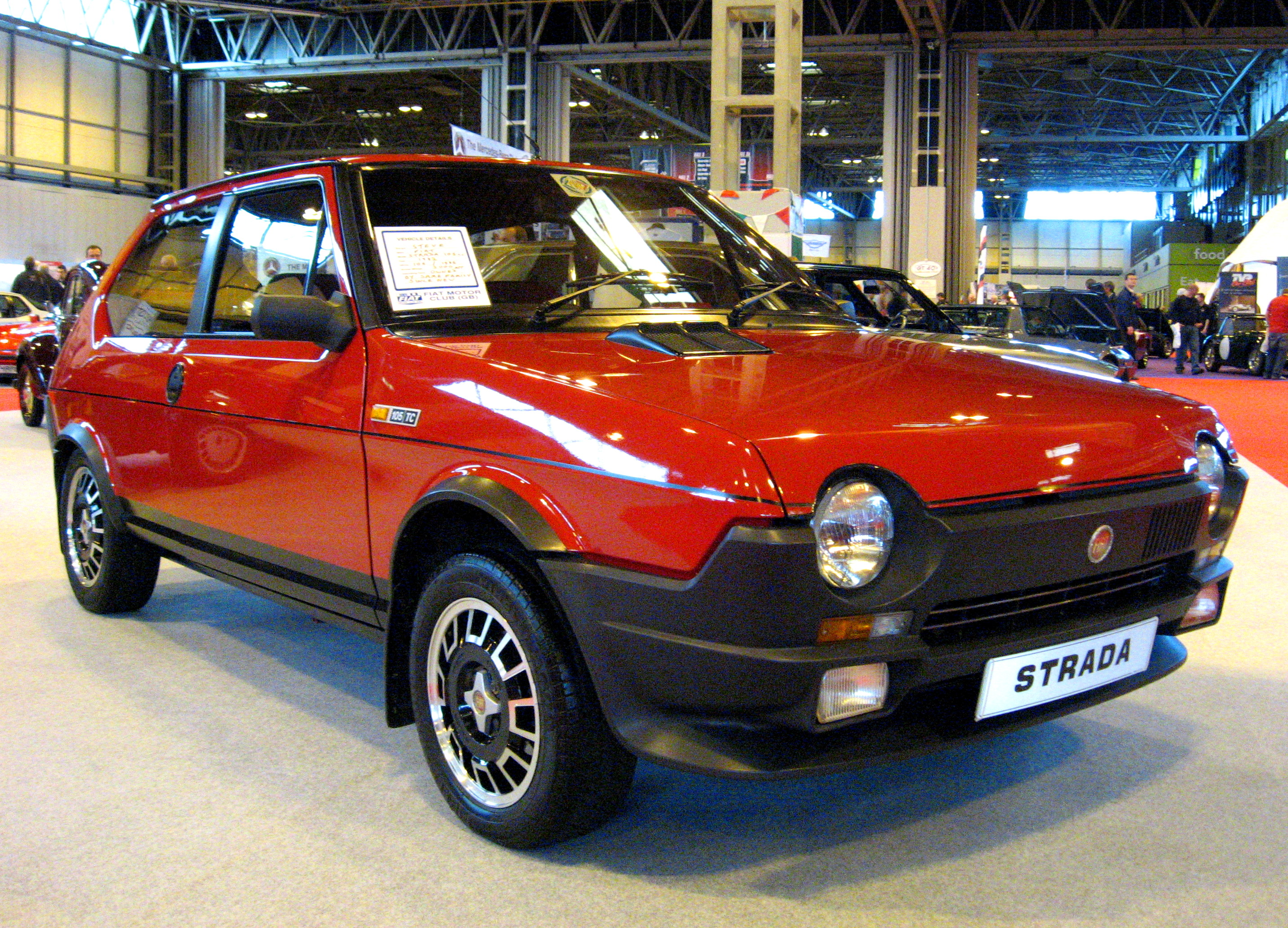
Fiat Ritmo/Strada 105 TC

Diseñado por el centro de estilo de Fiat, el Ritmo se presentó oficialmente en el Salón del Automóvil de Turín de 1978. El Ritmo fue basado en la plataforma del Fiat 128, al que estaba destinado a sustituir, y del cual conservaba la distancia entre ejes, ampliando la anchura de vías.
Estaba disponible con carrocerías hatchback de tres o cinco puertas. Su frontal era lo que más destacaba, con los parachoques elaborados en materia plástica, y sus peculiares faros, que compartían su forma circular con las manetas de las puertas. La carrocería destacaba, aparte de por su estética, por lograr una habitabilidad por encima de la alcanzada por sus rivales, al mismo tiempo que tenía un buen coeficiente aerodinámico, que el fabricante cifraba en 0,38. 
El Ritmo se ofrecía con tres motores de gasolina, de 1116 cm³ (60 CV), 1301 cm³ (65 CV) y 1498 cm³ (75 CV). La caja de cambios de serie era de cuatro velocidades sincronizadas, opcionalmente se podía disponer de la de cinco (excepto para el 75, que era de serie), y se complementaban por una automática de tres velocidades proveniente de Volkswagen. Estaban disponibles dos niveles de acabado: L y CL.
El Ritmo en los mercados angloparlantes es conocido como Fiat Strada. La versión para el mercado de Estados Unidos, se estrenada en 1979, tuvo numerosas modificaciones estéticas, incluyendo una nueva parrilla y nuevos parachoques. El motor 1500 tuvo que ser modificado para cumplir las leyes americanas sobre emisiones (con una reducción de potencia hasta los 65 CV).
En 1980 se lanzó el Ritmo Diesel con el motor de 1714 cm³ y 55 CV, basado en el del Fiat 132. Pequeños y numerosos cambios acompañaban a esta versión como una suspensión modificada para soportar el peso extra. Al año siguiente se presentó el Ritmo Super con pequeños cambios y lo más importante, motores revisados con 75 CV (1300) y 85 CV (1500). También en 1981 nació el primer Ritmo con orientación deportiva: el 105 TC. Montaba el motor biárbol de 1585 cm³, derivado del montado en el Fiat 131, rindiendo 105 CV (aumentaba la relación de compresión, y se modificaban válvulas y escape). Los frenos, suspensión, llantas, neumáticos, caja de cambios, embrague y tapicería también fueron modificados.
Además, meses después, en el Salón del Automóvil de Fráncfort de 1981 se presentó el Fiat Ritmo Abarth 125 TC, con un motor de doble árbol de levas y 125 CV de potencia máxima, discos de freno ventilados delanteros, una nueva caja de cambios ZF, suspensión revisada y diversas modificaciones. En el mismo salón, Bertone mostró el prototipo Ritmo Cabriolet. Se llegó a producir en serie al año siguiente, con reducida cadencia.

### Segunda Serie

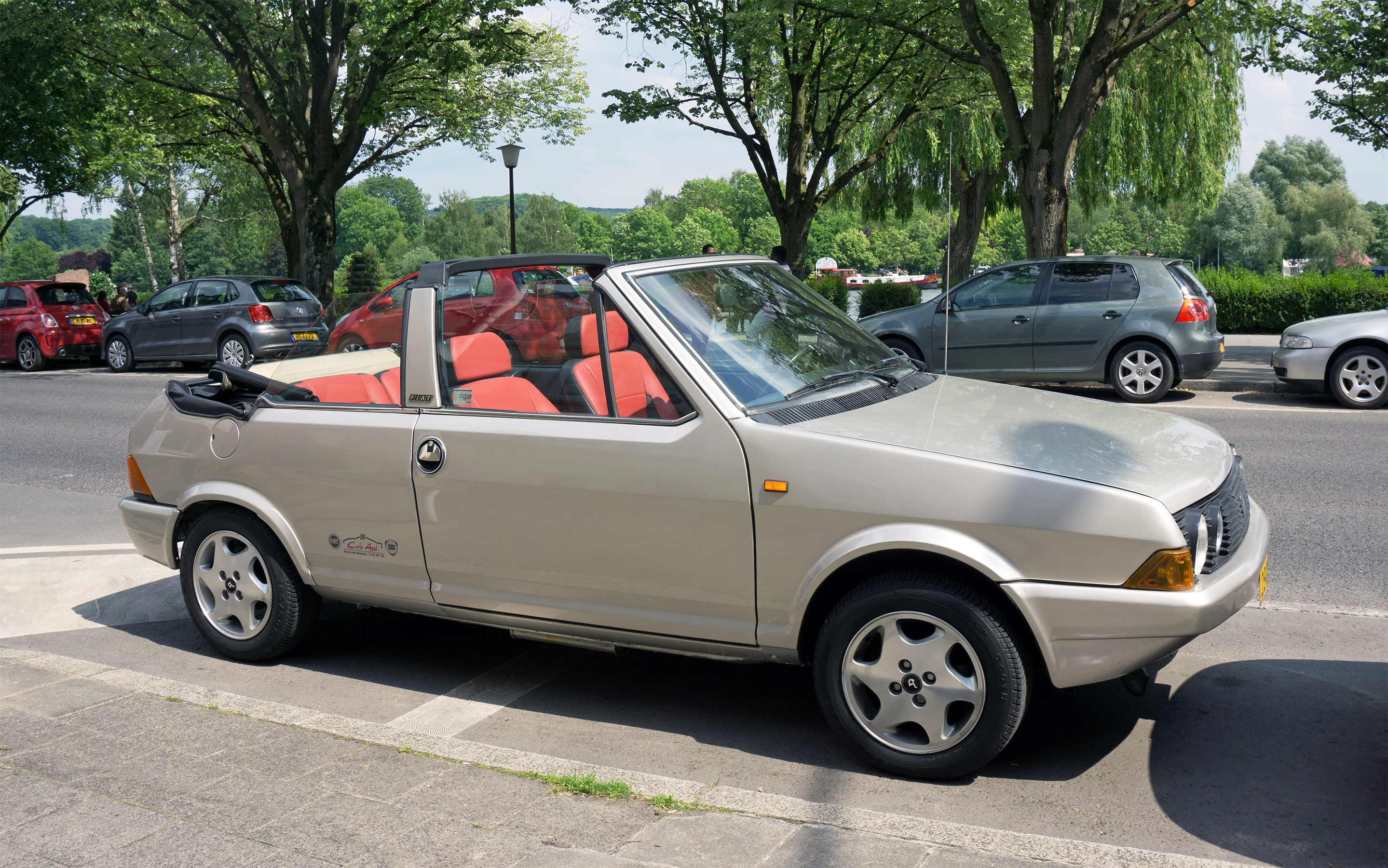
Fiat Ritmo Cabrio 85 S de la segunda serie (1983)

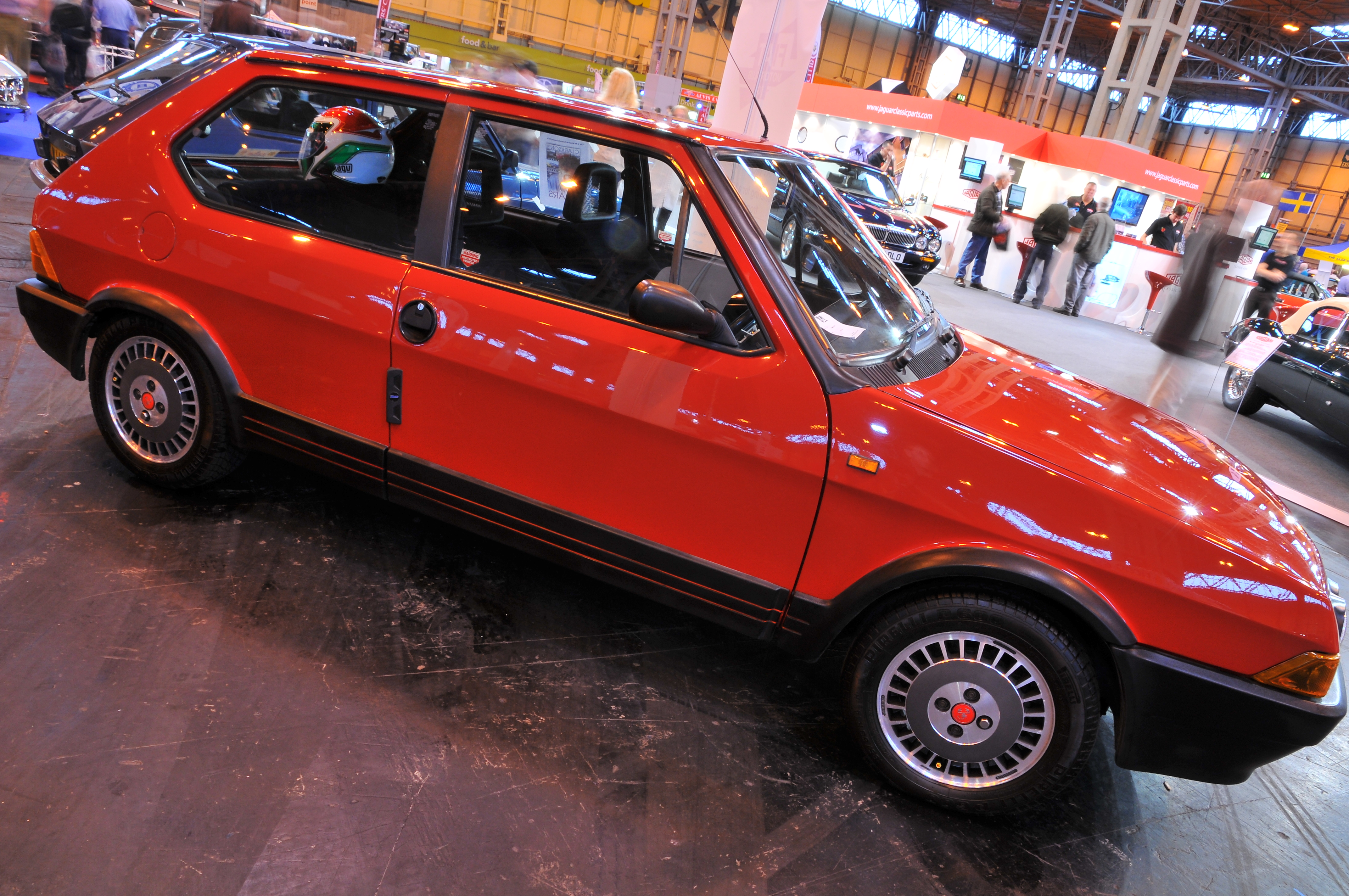
Fiat Ritmo Abarth (130 TC)

En 1982, se introdujo la segunda serie («Nuova Ritmo»). Tenía un nuevo frontal bifaro en la mayoría de versiones, y nueva calandra, incorporando el nuevo logotipo de Fiat. Se hicieron pequeños y numerosos cambios y todos los motores fueron retocados para reducir el consumo de combustible. Estos cambios se aplicaron al 3 puertas, al 5 puertas, al cabrio, al Diesel y a las versiones de vocación deportiva.
Lanzado en junio de 1983, el Abarth 130 TC, que reemplazaba al 125 TC, fue el Ritmo más deportivo, con un motor de 1995 cm³, doble árbol de levas, dos carburadores de doble cuerpo, frenos evolucionados, una caja de cambios ZF de relación cerrada y numerosas modificaciones de detalle.

#### Rediseño 1984
Se presentó a finales de 1984 y se puso a la venta en 1985. Se retocaron numerosos detalles de diseño interno y externo (fácilmente reconocibles el cuadro de mandos y los tiradores de las puertas). El Diesel de 1714 cm³ se reemplazó por otro de 1697 cm³ con 60 CV. Se lanzó el Supercabrio con el motor de 1585 cm³ y 105 CV, pero también siguió en producción con el motor de 1301 cm³ y 65 CV.
En febrero de 1986 nació el Ritmo con motor de 1929 cm³ Turbodiesel Intercooler de 80 CV. Sólo estaba disponible con la carrocería de cinco puertas, tenía un nuevo parachoques frontal y un interior revisado, incorporando dirección asistida, cierre centralizado, elevalunas eléctricos, limpia/lavaluneta posterior y lunas coloreadas de serie.
Antes de que la producción cesara en 1988 se produjeron para algunos mercados las versiones de inyección electrónica catalizados de 1498 y 1585 cm³, dando lugar al 75ie y al 90ie.

## Prototipos
- Fiat Ritmo Coupe Pininfarina: Este prototipo fue presentado en el salón de Ginebra de 1983, el cual el diseño del modelo era totalmente diferente con una línea más moderna y deportiva.[3]